# Eleonora
Eleonora  è un nome proprio di persona italiano femminile.

## Varianti
- Femminili: Elianora[3], Leonora[2][3][4], Lionora
  - Ipocoristici: Nora[2][3][4], Lora[2]
- Maschili: Eleonoro, Leonoro, Leonorio[3]

### Varianti in altre lingue
- Bulgaro: Елеонора (Eleonora)[2]
- Catalano: Eleonor, Elionor, Elionora[5]
- Danese: Ellinor[2]
- Finlandese: Eleonoora[2]
- Francese: Eléonore[2], Eléonor, Léonor[4]
- Greco moderno: Ελεονώρα (Eleonōra)[2]
- Inglese: Eleanor, Eleanora, Eleanore, Elenora, Elinor, Elnora[2]
  - Ipocoristici: Leanora, Lenore, Lenora, Elea[2]
- Lettone: Eleonora[2]
- Lituano: Eleonora[2]
- Norvegese: Ellinor[2]
- Olandese: Eleonora[2]
  - Ipocoristici: Ellen[2]
- Polacco: Eleonora[2]
- Portoghese: Leonor[2]
- Provenzale: Aliénor[2]
- Russo: Элеонора (Ėleonora)[2]
- Scozzese: Eilionoir[2]
  - Diminutivi: Eilidh[2]
- Slovacco: Eleonóra[2]
- Spagnolo: Eleonora, Eleonor[5], Leonora[4], Leonor[2]
- Svedese: Eleonor, Eleonora, Ellinor[2]
- Tedesco: Eleonora, Eleonore[2]
  - Ipocoristici: Leonore[2]
  - Composti: Hannelore
- Ucraino: Елеонора (Eleonora)[2]
- Ungherese: Eleonóra[2]

Oltre alle forme abbreviate elencate qui sopra, in molte lingue sono anche usati ipocoristici del tipo Elle, Nell, Nora e Lora, con numerose varianti.

## Origine e diffusione

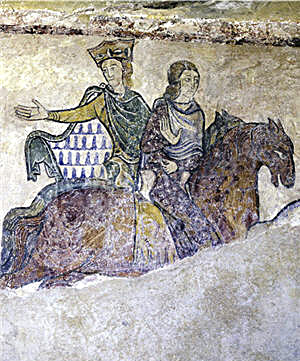
Eleonora d'Aquitania con il figlio Giovanni Senza Terra, affresco dalla cappella di Santa Radegonda a Chinon

Deriva dall'occitano Aliénor o Ailenor, attestato in Francia meridionale e in Portogallo, la cui origine è estremamente dubbia. La teoria più convincente, per quanto non del tutto chiara, è quella formulata dal linguista tedesco Theodor Heinermann, secondo il quale il nome Aliénor avrebbe origini germaniche, probabilmente burgunde: si tratterebbe di una combinazione della radice gotica alan ("crescere", ben attestata in altri nomi quali Alisgardis e Alitheus) e del nome proprio Aenor; questo secondo nome, che durante il Medioevo era usato intercambiabilmente con Alienor, ha a sua volta etimologia oscura, e probabilmente è la forma latinizzata di qualche nome germanico non riconoscibile.
Tra le altre origini che sono state ipotizzate, alcune lo considerano una variante di Elena, una combinazione di Leone e Onorio, un derivato dell'arabo النور (nūr, "luce"), del provenzale aloi ("lega metallica") oppure del greco ἔλεος (éleos, "compassione", quindi "compassionevole"). A queste si aggiunge una curiosa teoria, secondo cui Eleonora d'Aquitania sarebbe stata battezzata con lo stesso nome di sua madre, Aénor di Châtellerault, e quindi il popolo provenzale avrebbe cominciato a chiamarla alia Aenor, "l'altra Aenor", per distinguerla dalla madre: da questa espressione sarebbe derivato il nome Eleonora; questa tesi però è contrastata dalla presenza di altre donne chiamate così antecedenti ad Eleonora d'Aquitania, come ad esempio Eleonora di Blois, nata vent'anni prima.
L'originale nome occitano giunse in Spagna in forme simili a Leonora, e in Inghilterra simili a Eleanor o Elinor; queste tornarono a fondersi in Francia, dando vita ad Elèonore, da cui discende l'italiano Eleonora. Il nome conobbe poi ampia diffusione durante il tardo Medioevo proprio grazie alla popolarità di Eleonora d'Aquitania e anche di Eleonora di Provenza, Eleonora d'Arborea ed Eleonora di Castiglia. 
In Italia venne introdotto già anticamente ma, almeno all'inizio, rimase confinato alle famiglie nobiliari. Si diffuse poi per via laica (vi sono varie sante e beate popolari così chiamate, ma perlopiù non italiane e il cui culto non è ufficiale): divenne di moda in epoca romantica grazie alle opere di autori quali Goethe, Schiller e Bürger e poi anche attraverso varie opere liriche, come Il trovatore e La forza del destino. Negli anni 1970 era attestato in tutto il territorio nazionale, tranne per la forma Leonora limitata al Nord e alla Toscana.

## Onomastico
L'unica donna con questo nome il cui culto sia stato ufficialmente riconosciuto è la beata Eleonora Ortiz, religiosa terziaria carmelitana vissuta a Maiorca, ricordata il 27 maggio. Vari calendari e fonti agiografiche registrano diverse altre sante o beate così chiamate, per nessuna delle quali è però dimostrabile il riconoscimento del culto da parte della Chiesa: tra queste, spiccano in particolar modo Eleonora di Provenza, regina d'Inghilterra, variamente ricordata come santa o come beata e ricordata il 21 febbraio, e la beata Eleonora di Castiglia, regina e mercedaria, festeggiata il 25 gennaio.

## Persone

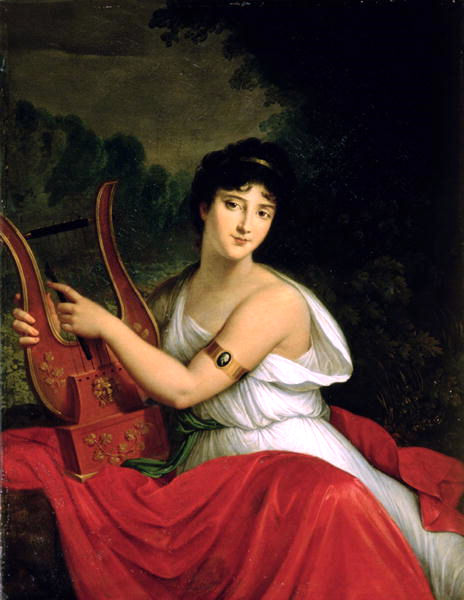
Eleonora Denuelle

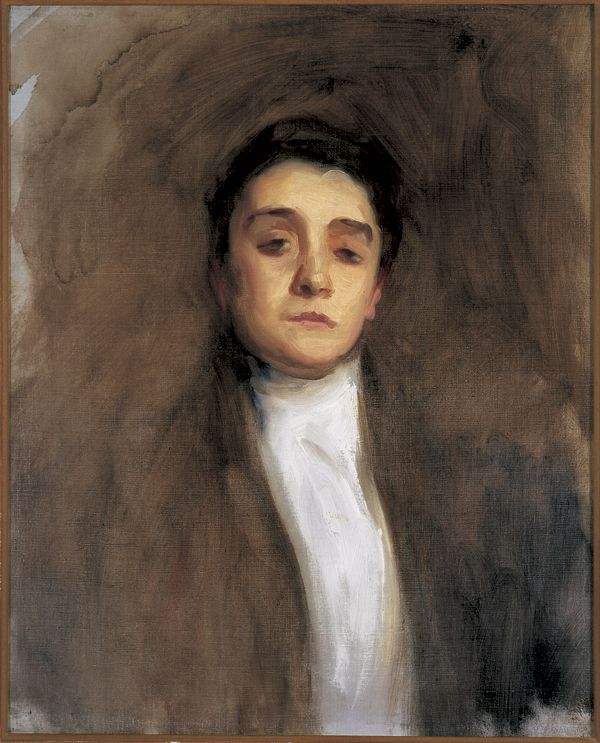
Eleonora Duse

- Eleonora d'Angiò, regina di Trinacria
- Eleonora d'Aquitania, regina prima di Francia e poi d'Inghilterra
- Eleonora d'Arborea, giudicessa del Giudicato d'Arborea
- Eleonora del Belgio, principessa belga
- Eleonora d'Inghilterra, principessa d'Inghilterra e d'Aquitania, regina di Castiglia
- Eleonora di Navarra, regina de jure e poi regina effettiva di Navarra, per tre settimane nel 1479
- Eleonora di Toledo, moglie di Cosimo I de' Medici e duchessa di Firenze
- Eleonora Abbagnato, ballerina e attrice italiana
- Eleonora Baroni, musicista e cantante italiana
- Eleonora Brigliadori, attrice e conduttrice televisiva italiana
- Eleonora Brown, attrice e doppiatrice italiana
- Eleonora Daniele, conduttrice televisiva e attrice italiana
- Eleonora Denuelle, amante di Napoleone Bonaparte
- Eleonora Duse, attrice teatrale italiana
- Eleonora Gaggero, attrice e scrittrice italiana
- Eleonora Giorgi, attrice, regista, sceneggiatrice e produttrice cinematografica italiana
- Eleonora Giovanardi, attrice italiana
- Eleonora Lo Bianco, pallavolista italiana
- Eleonora Pimentel Fonseca, patriota e politica italiana
- Eleonora Rossi Drago, attrice italiana
- Eleonora Telles de Menezes, regina consorte del Portogallo e poi reggente del Portogallo per la figlia Beatrice

### Variante Eleanor

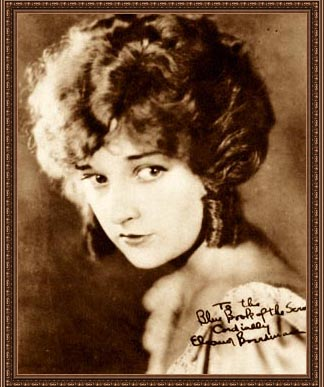
Eleanor Boardman

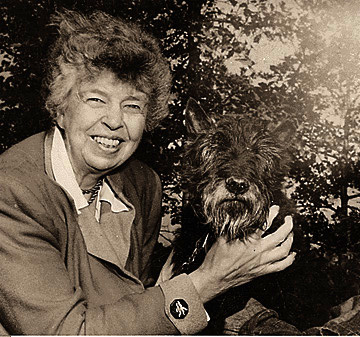
Eleanor Roosevelt

- Eleanor Audley, attrice e doppiatrice statunitense
- Eleanor Boardman, attrice statunitense
- Eleanor Brandon, membro della dinastia Tudor
- Eleanor Garatti, nuotatrice statunitense
- Eleanor Gates, scrittrice e commediografa statunitense
- Eleanor Glueck, criminologa statunitense
- Eleanor Hallowell Abbott, scrittrice statunitense
- Eleanor Francis Helin, astronoma statunitense
- Eleanor Hibbert, scrittrice britannica
- Eleanor Holm, nuotatrice statunitense
- Eleanor Holmes Norton, politica, avvocato e attivista statunitense
- Eleanor Parker, attrice statunitense
- Eleanor Anne Porden, poetessa e scrittrice britannica
- Eleanor H. Porter, scrittrice statunitense
- Eleanor Powell, attrice e ballerina statunitense
- Eleanor Roosevelt, first lady statunitense
- Eleanor Steber, soprano statunitense
- Eleanor Talbot, amante di Edoardo IV d'Inghilterra
- Eleanor Thom, scrittrice scozzese
- Eleanor Tomlinson, attrice britannica

### Variante Elinor

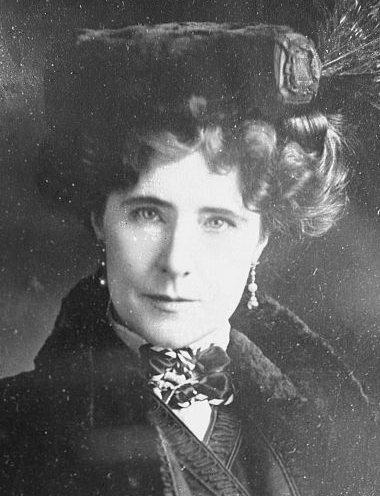
Elinor Glyn

- Elinor Blake, vero nome di April March, cantante statunitense
- Elinor Fair, attrice statunitense
- Elinor Glyn, scrittrice e sceneggiatrice britannica
- Elinor Goldschmied, educatrice e pedagogista britannica
- Elinor Kershaw, attrice statunitense
- Elinor Ostrom, economista statunitense

### Variante Leonora

Leonora Fani

- Leonora della Genga, poetessa italiana
- Leonora Álvarez de Toledo, moglie di Pietro de' Medici
- Leonora Cristina di Schleswig-Holstein, contessa di Schleswig-Holstein
- Leonora Carrington, scrittrice e pittrice inglese
- Leonora Dori Galigai, dama di corte di Maria de' Medici
- Leonora Fani, attrice italiana
- Leonora Jiménez, modella costaricana
- Leonora Ruffo, attrice italiana
- Leonora Surian, attrice e cantante croata

### Variante Leonor

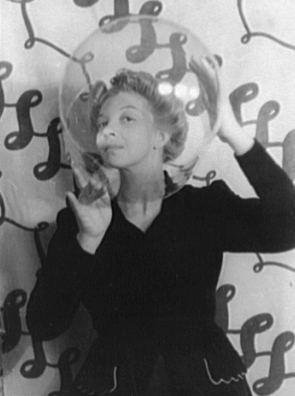
Leonor Fini

- Leonor de Almeida Portugal, poetessa portoghese
- Leonor di Borbone-Spagna, principessa spagnola
- Leonor Fini, pittrice, scenografa, costumista, scrittrice, illustratrice e disegnatrice argentina
- Leonor Martín, attrice spagnola
- Leonor Silveira, attrice portoghese
- Leonor Sullivan, politica statunitense
- Leonor Varela, attrice cilena
- Leonor Watling, attrice e cantante spagnola

### Altre varianti

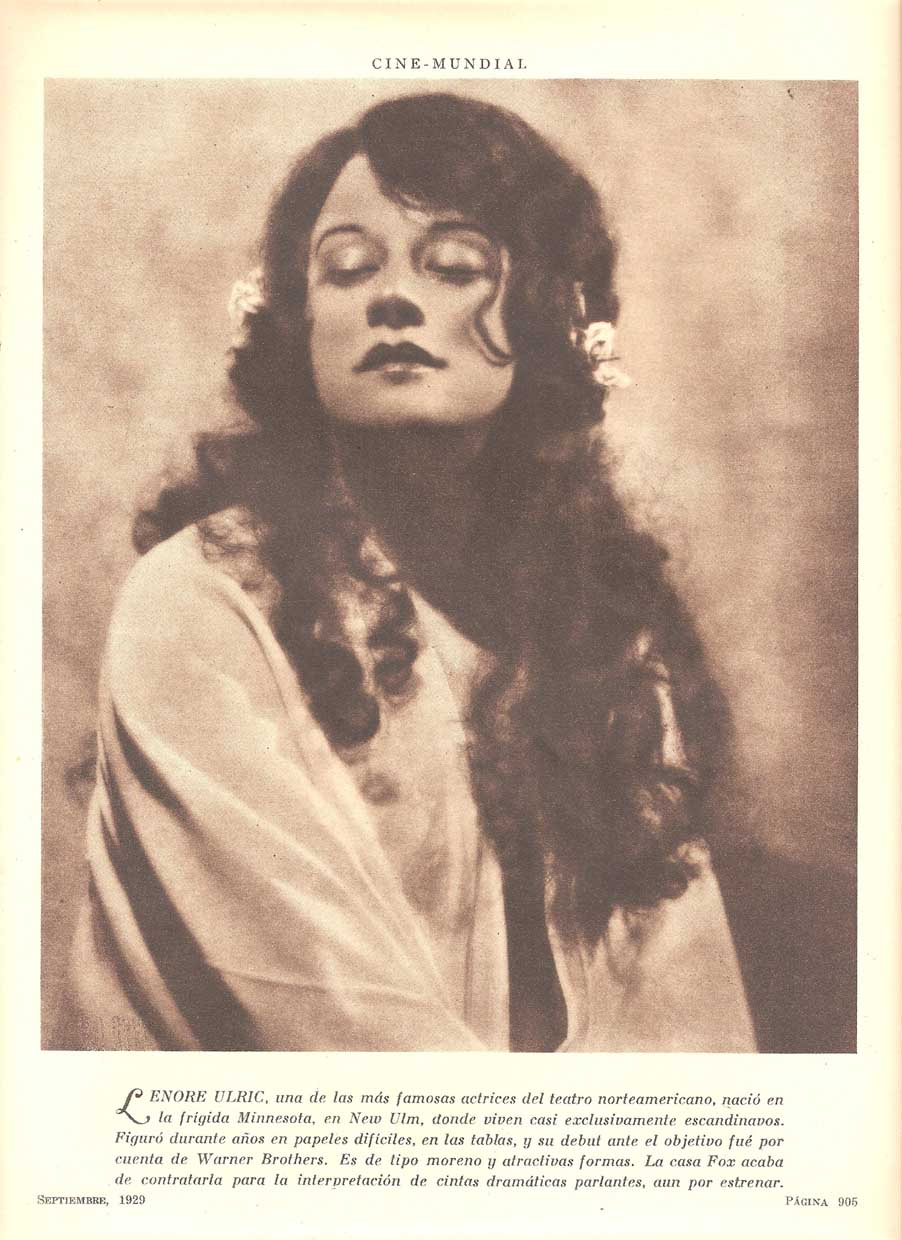
Lenore Ulric

- Leonore Annenberg, filantropa e diplomatica statunitense
- Leonore Capell, attrice e conduttrice televisiva tedesca
- Elenoire Casalegno, modella e conduttrice televisiva italiana
- Lenore Kight-Wingard, nuotatrice statunitense
- Lenore Ulric, attrice statunitense

## Il nome nelle arti
- Eleonora è il nome della protagonista nella commedia Il cavaliere e la dama di Carlo Goldoni.
- Eleonora è il nome della protagonista della novella Scialle nero di Luigi Pirandello.
- Eleonora è il titolo di un racconto scritto da Edgar Allan Poe ed il nome di un personaggio presente nella sua poesia Il Corvo.
- Elinor Dashwood è un personaggio del romanzo di Jane Austen Ragione e sentimento.
- Leonora è un personaggio dell'opera di Giuseppe Verdi Il trovatore.
- Leonora è un personaggio dell'opera di Giuseppe Verdi La forza del destino.
- Leonora è la protagonista dell'omonima opera di Saverio Mercadante.
- Lèonor de Guzman è un personaggio dell'opera di Gaetano Donizetti La favorita.
- Leonore è la protagonista dell'unica opera lirica scritta da Ludwig van Beethoven, Fidelio.
- Eleonora è un personaggio dello sceneggiato televisivo omonimo diretto da Silverio Blasi.
- Leonora è un personaggio della telenovela Terra nostra.
- Eleanor Faye "Ellie" Bartowski è un personaggio della serie televisiva Chuck.
- Eleonora Palladini è un personaggio della soap opera Un posto al sole.
- Léonor è la protagonista dell'omonimo film del 1975, liberamente tratto da un racconto di Ludwig Tieck.
- Eleanor è un personaggio di Five Nights at Freddy's.
- Eleonora oratorio drammatico è il titolo di un'opera musicale scritta da Roberto De Simone in ricordo di Eleonora Pimentel Fonseca, la cui prima ebbe luogo l'8 gennaio 1999 alle ore 21.00 (protagonista l'attrice britannica Vanessa Redgrave) al Teatro San Carlo di Napoli in occasione del bicentenario della Repubblica Napoletana del 1799 alla presenza del Presidente della Repubblica Giorgio Napolitano. L'opera venne trasmessa in diretta radio su "Radiotre suite" e, in differita, alle ore 23.00 dello stesso giorno su Raitre.
- Tra le canzoni dedicate a donne con questo nome troviamo: Eleanor Put Your Boots On dei Franz Ferdinand, Eleanor dei Jet, Eleanor Rigby dei Beatles, Eleonora di Antonello Venditti, Eleonora e la sua bicicletta di Riccardo Cocciante, Donna Eleonora di Eugenio Bennato, Eleonora mia madre dei Pooh, Eleonora Credi dei Dik-Dik, A Eleonora perché è un fiore di Julio Iglesias, Elenore dei Turtles, Goodbye Elenore dei Toto, My Lost Lenore dei Tristania, "Eleonora non si innamora" di Federico Stragà.